# Аллаяров, Ричард Хайруллович
Ричард Хайруллович Аллаяров (5 мая 1927, село Дуван-Мечетлино, современный Мечетлинский район Башкортостана — 5 ноября 1988, Нефтеюганск) — нефтяник, буровой мастер Усть-Балыкской нефтеразведочной экспедиции. Почетный нефтяник СССР (1959), Герой Социалистического Труда (1959). 
Член КПСС, делегат XXII съезда КПСС.

## Образование
- Учился в Дуван-Мечетлинской школе.[3]
- Профессиональное училище № 21 (Ишимбай)[4]

## Трудовая биография
Родился 5 июня 1927 года в селе Дуван-Мечетлино ныне Мечетлинского района Республики Башкортостан, в башкирской семье. Его отец был военным командиром. В 1941 году завершил обучение в 6-м классе средней школы в военном городке Дзержинского района Минской области Белоруссии. В июне 1941 года был эвакуирован в Башкирию.
В возрасте шестнадцати лет, начал свою трудовую деятельность в 1943 году после окончания Ишимбайского ремесленного училища бурильщиком треста «Ишимбайнефть». В 1946 году был переведён работать в контору бурения № 2 треста «Туймазабурнефть» (город Октябрьский). Стал трудиться бурильщиком в известной на всю республику бригаде бурового мастера Я. З. Бочкарёва. В 1948 году был назначен буровым мастером.
В совершенстве владел технологией проводки скважин в сложных условиях Туймазинского месторождения нефти. Вместе с бригадой был инициатором внедрения новой техники и технологий в бурении нефтяных скважин. В 1953 году его бригада достигла скорости бурения стволов до 1800 метров в месяц, затем до 3000 метров. В 1954 году выполнили план на 150 %, пробурив 20427 метров горных пород. В 1955 году принимал участие в освоении Шкаповского нефтяного месторождения.
В мае 1958 года на скважине № 278 была достигнута скорость бурения 3036 метров на станок в месяц, на скважине № 279 — 3135 метров. Только по двум скважинам экономия финансовых средств составила 360 тысяч рублей.
Указом Президиума Верховного Совета СССР от 19 марта 1959 года «за выдающиеся успехи, достигнутые в деле развития нефтяной и газовой промышленности» Ричарду Хайрулловичу Аллаярову было присвоено звание Герой Социалистического Труда с вручением ордена Ленина и медали «Серп и Молот».
С 1964 года принимал участие в разработке Нефтеюганского месторождения в Тюменской области.
В 1965—1987 годах работал в Нефтеюганске мастером по ликвидации аварий.
Избирался членом Башкирского и Тюменского обкомов партии, являлся делегатом XXII съезда КПСС. Делегат VI Всемирной конференции сторонников мира.
Проживал в городе Нефтеюганск Ханты-Мансийского автономного округа Тюменской области. Умер 5 ноября 1988 года. Похоронен в Тюмени на Червишевском кладбище.

## Награды и звания
- Герой Социалистического Труда (19.03.1959).
- Орден Ленина (19.03.1959)
- две медали За трудовую доблесть (08.05.1948; 06.10.1952)
- Медаль «За трудовое отличие» (15.05.1951)
- другими медалями.
- Почётный нефтяник СССР.
- Почётными грамотами Президиума Верховного Совета Башкирской АССР.

## Память
- Именем Ричарда Аллаярова названа улица в городе Октябрьский Республики Башкортостан.
- В Нефтеюганске на доме, в котором жил Герой, установлена мемориальная доска.